# Freddie King

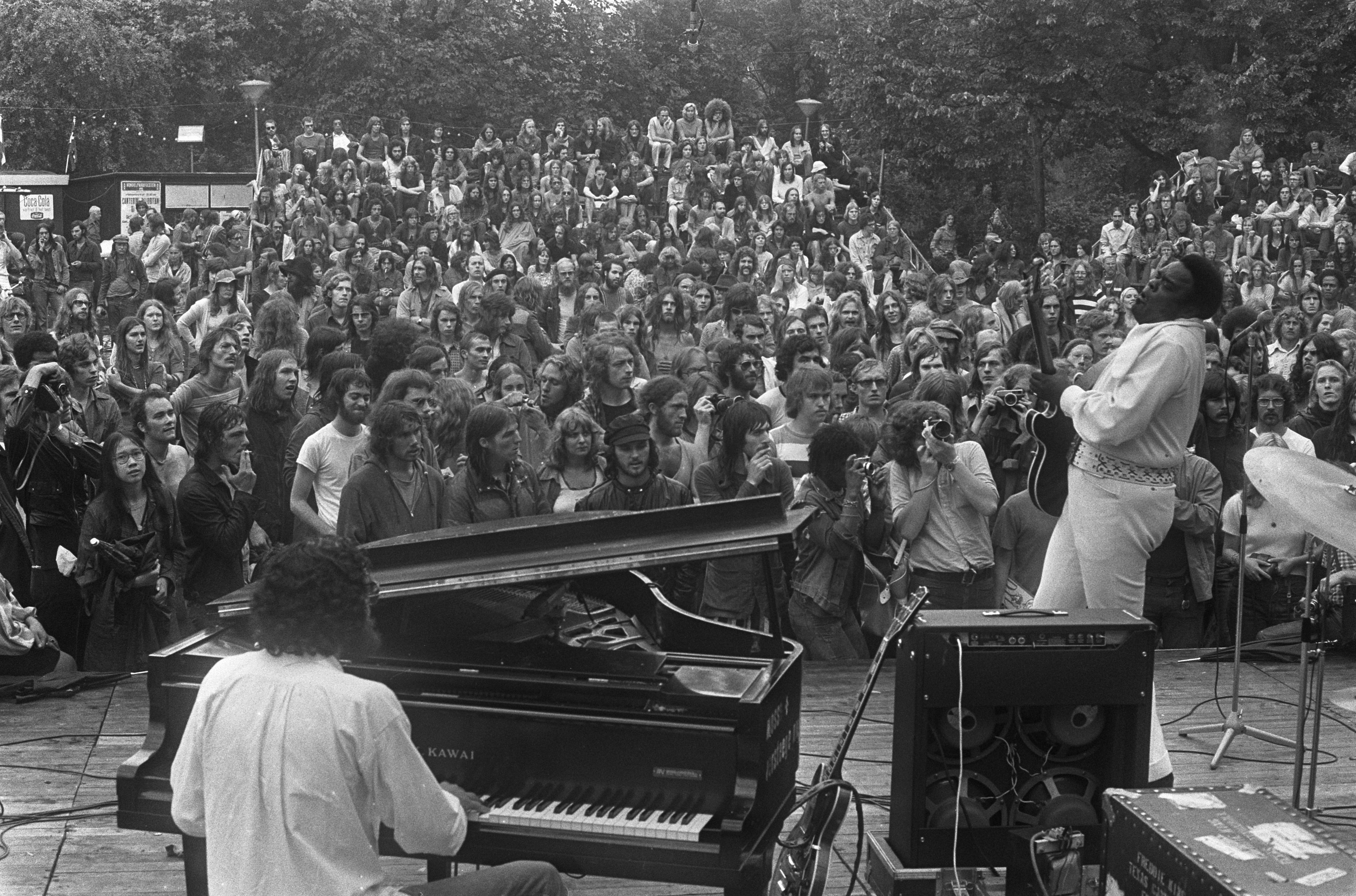
Freddie King (1973)

Freddie King, Künstlername von Frederick Christian (* 3. September 1934 in Gilmer, Texas; † 28. Dezember 1976 in Dallas, Texas), war ein Bluesmusiker und einer der „drei Kings des elektrischen Blues“, neben Albert King und B. B. King. Sein Stil beeinflusste u. a. Eric Clapton, Mick Taylor, Stevie Ray Vaughan und Lonnie Mack. Zudem war er einer der ersten Bluesmusiker, die mit einer Band aus Schwarzen und Weißen spielten.

## Leben und Werk
Freddie King wurde als Frederick Christian geboren und erhielt seinen ersten Gitarrenunterricht von seiner Mutter und seinem Onkel. Ursprünglich spielte er ländlichen akustischen Blues in der Nachfolge von Lightnin’ Hopkins, aber schon als Teenager fühlte er sich vom raueren Chicago Blues angezogen. Er ging im Jahr 1950 mit seiner Familie nach Chicago und gründete bald seine eigene Band, The Every Hour Blues Boys, später spielte er mit Bands von Little Sonny Cooper und Hound Dog Taylor zusammen. Vermutlich durch den Einfluss von Hound Dog Taylor entwickelte Freddie King in dieser Zeit seinen rauen Bluesstil auf der elektrischen Gitarre.
Im Jahr 1960 nahm Freddie King die Bluessongs auf, die später zu seinen kommerziellen Erfolgen wurden. Hierzu gehören sowohl Instrumentalstücke wie The Stumble, das Peter Green auf der John-Mayall-Produktion A Hard Road eindrucksvoll arrangierte, und San-Ho-Zay, aber auch gesungene Blues-Titel wie Have You Ever Loved a Woman und I’m Tore Down, das später von Eric Clapton übernommen wurde und bei Blues-Perioden (From the Cradle) immer wieder präsentiert wird. Damit erschloss King seine Musik auch dem Rockpublikum. Zu den Standards Freddie Kings gehört auch das unverkennbare Hideaway, ein Instrumentalstück, das von Eric Clapton (zuletzt auf John Mayalls 70th-Birthday-Konzert in Liverpool) sowie von Johnny Winter in der Produktion Live in NYC ’97 arrangiert wurde. Benannt wurde das Stück nach einer der angesagtesten Bars in Chicago. In den 1960er-Jahren gehörte das Stück zum Pflichtrepertoire jeder Blues- und Bluesrockband.
Nach weiteren Aufnahmen im Jahr 1964 wurde es stiller um King. Erst Anfang 1970 spielte er unter der Leitung von Leon Russell Titel wie Going Down und Me and my Guitar ein. Auf der Höhe seines internationalen Erfolgs erlitt er während eines Konzerts im Dezember 1976 einen Herzanfall, an dem er kurz darauf verstarb.

## Auszeichnungen
- Der 3. September 1993 wurde von Gouverneurin Ann Richards zum Freddie King Day erklärt, eine Auszeichnung, die nur an texanische Legenden vergeben wird. (z. B. Buddy Holly)[3]
- Das Rolling Stone Magazine setzte ihn auf Platz 15 der 100 größten Gitarristen aller Zeiten. In einer Liste aus dem Jahr 2003 hatte er Rang 25 belegt.[4][5]

## Diskografie

### Alben (Auswahl)
- Freddy King Sings Federal 762 (1961)
- Let’s Hide Away and Dance Away with Freddy King Federal 773 (1961)
- Freddy King, Lulu Reed & Sonny Thompson: Two Boys and a Girl Federal 777 (1962)
- Bossa Nova and the Blues Federal 821 (1963)
- Freddy King Goes Surfin’ Federal 856(1963)
- Bonanza of Instrumentals Federal 928 (1965)
- Freddie King Sings Again Federal 931(1965)
- Freddie King Is a Blues Master Cotillion SD 9004 (1969)
- My Feeling for the Blues Cotillion SD 9016 (1970)
- Getting Ready Shelter SW8905 (1971)
- The Texas Cannonball Shelter SW8913 (1972)
- Woman Across the River Shelter SW8921 (1973)
- Burglar RSO SO4803 (1974)
- Larger Than Life RSO SO4811 (1975)

### Singles (Auswahl)
- Country Boy / That’s What You Think, El-Bee Records 157 (1956)
- You’ve Got to Love Her With a Feeling / Have You Ever Loved a Woman, Federal 45-12384 (1960)
- Hide Away / I Love the Woman, Federal 45-12401 (1961)
- Lonesome Whistle Blues / It’s Too Bad Things Are Going So Tough, Federal 45-12415 (1961)
- San-Ho-Zay / See See Baby, Federal 45-12428 (1961)
- I’m Tore Down / Sen-Sa-Shun, Federal 45-12432 (1961)
- Christmas Tears / I Hear Jingle Bells, Federal 45-12439 (1961)
- If You Believe (In What You Do) / Heads Up, Federal 45-12443 (1961)
- Takin’ Care of Business / The Stumble, Federal 45-12450 (1962)
- Sittin’ On the Boat Dock / Side Tracked, Federal 45-12456 (1962)
- Texas Oil / What About Love, Federal 45-12462 (1962)
- Come On / Just Pickin’, Federal 45-12470 (1962)
- Look, Ma I’m Cryin’ / The Bossa Nova Watusi Twist, Federal 45-12482 (1962)

### Videos und DVDs
- 1995   Free Stage [live] Vestapol
- 1996   Texas Blues Guitar [Video/DVD] Vestapol
- 1998   Live at the Superbowl: September 22, 1972   Vestapol
- 2001   The !!!! Beat [Video] [live] Musicsales
- 2001   The Beat 1966 [live] Vestapol
- 2002   In Concert [Video] [live] Vestapol
- 2002   Dallas, Texas Jan. 20th 1973 [live] Mel Bay Records
- 2002   Dallas, Texas Jan. 20th 1973 [live] Vestapol
- 2003   Live in Europe BMG/Image
- 2003   Blues Legend: Live in Europe[6]